# Idaea maderae
Idaea maderae là một loài bướm đêm trong họ Geometridae.